# Ратковићи (Сребреница)
Ратковићи су насељено мјесто у општини Сребреница, Република Српска, БиХ. Према попису становништва из 2013. у насељу је живјело свега 25 становника.

## Географија
Ратковићи се налазе у средњем Подрињу.

## Историја
Ратковиће су у зору 21. јуна 1992. опколиле и напале муслиманске снаге из Сребренице и околних села. Том приликом су убијена 24 српска цивила, међу којима је било жена, стараца и инвалида. Ратковићи су приликом напада потпуно опљачкани и спаљени.

## Споменик
У селу се осим рушевина кућа налази само споменик подигнут у знак сјећања на жртве.

## Становништво
Ратковићи су у периоду од 1992. до 2010. били потпуно напуштени и у њима није била обновљена ниједна кућа. Влада Републике Српске је 2010. обновила три куће у које су се вратиле двије породице од 7 чланова.
| Националност       | 2013. | 1991. | 1981. | 1971. | 1961. |
| Срби               | 24    | 337   | 500   | 613   | 662   |
| Муслимани          |       | 1     |       |       | 1     |
| Хрвати             | 1     |       | 2     |       |       |
| Југословени        |       |       | 1     |       |       |
| Црногорци          |       |       |       |       | 1     |
| остали и непознато |       |       |       | 1     |       |
| Укупно             | 25    | 338   | 503   | 614   | 664   |

| Демографија | Демографија | Демографија |
| Година      | Становника  | Становника  |
| ----------- | ----------- | ----------- |
| 1961.       | 664         |             |
| 1971.       | 614         |             |
| 1981.       | 503         |             |
| 1991.       | 338         |             |